# Kirtorf
Kirtorf är en stad i Vogelsbergkreis i Regierungsbezirk Gießen i förbundslandet Hessen i Tyskland. 
De tidigare kommunerna Gleimenhain, Lehrbach, Ober-Gleen och Wahlen uppgick i Kirtorf 31 december 1971 följt av Arnshain och Heimertshausen 1 augusti 1972.